# 溫德文山
77°38′S 166°24′E / 77.633°S 166.400°E
溫德文山是南極洲的山峰，位於羅斯島的埃文斯角東北端，由英國的探險隊命名，山上設有風速表裝置，現時由南極條約體系管理。